# Dolly's Scoop
Dolly's Scoop er en amerikansk stumfilm fra 1916 af Joe De Grasse.

## Medvirkende
- Louise Lovely som Dolly Clare
- Hayward Mack som James Fairfax
- Marjorie Ellison som Mrs. Alice Fairfax
- Millard K. Wilson som Philip Ainsworth
- Mae Gaston som Helen